# Cesanese del Piglio DOCG
| Disciplinare DOCG |
| Stato Italia |
| Lazio Cesanese del Piglio Decreto del 30 novembre 2011 Gazzetta del 20 dicembre 2011 nº 295 Regolamenta le seguenti tipologie: Cesanese del Piglio Cesanese del Piglio superiore Cesanese del Piglio superiore riserva |
| Fonte: MiPAAF - Disciplinare di produzione |
| |

Cesanese del Piglio o Piglio è la DOCG relativa ad alcune tipologie di vini prodotti nei comuni di Piglio, Serrone, Acuto, Anagni, Paliano in provincia di Frosinone

## Informazioni sulla zona geografica
I vini “Cesanese del Piglio” sono prodotti in provincia di Frosinone, su un territorio di alta e media collina, di circa 15 317 ettari, in ampie vallate sulle pendici dei Monti Ernici specialmente nell'alta valle del Sacco.
Si tratta di suoli residuali, principalmente terre rosse derivate dall'erosione e dalla decalcificazione delle rocce sedimentarie calcaree proprie dei Monti Ernici. Sono per la maggior parte di colore rosso scuro a causa degli ossidi di ferro e di alluminio liberi. Possono assumere caratteri fisici molto vari: dalle terre rosse pesanti con tessitura argillo-limosa alle terre rosse sciolte (poco diffuse) a quelle contenenti detriti di natura calcarea (rosse detritiche).
Sono terreni in genere superficiali, con scarso contenuto di elementi nutritivi. In modo particolare, nonostante la presenza di sottosuoli calcarei che contengono carbonato di calcio e carbonato di magnesio, i suoli risultano scarsamente dotati (e qualche volta completamente privi) di questi sali.
Sono quindi terreni poco adatti allo sfruttamento intensivo, ma particolarmente vocati per una “vitivinicoltura di qualità, con basse rese produttive, conferendo ai vini particolare vigore e complessità”.
I vigneti sono compresi tra i 220 e i 980 m s.l.m. con pendenza variabile, ma spesso superiore al 10%. L'esposizione generale è verso ovest e sud-ovest. Restano esclusi dalla zona di produzione i terreni a quote troppo basse.
L'areale di produzione è caratterizzato da precipitazioni annue abbondanti (1165 mm), ma scarse piogge estive (100 mm) ed aridità nei mesi di luglio e agosto. La temperatura media annua è di 15,6 °C, la temperatura e l'insolazione nei mesi di settembre ed ottobre, insieme ad una elevata escursione termica giornaliera, sono ottimali per una lenta e completa maturazione delle uve.
La combinazione tra le caratteristiche del terreno ed i fattori climatici, determina un'ottimale maturazione fenolica e un ottimale rapporto tra zuccheri e acidi.
Si ottengono così vini con elevata struttura e grande equilibrio fra le diverse componenti.
Il "bouquet" del "Cesanese del Piglio" è sicuramente ed in larga parte dovuto alla prolungata maturazione dell'uva sulla pianta con una elevata escursione termica giornaliera nella sua fase finale.

## Storia
Attraverso una consistente documentazione è possibile seguire, nei secoli, la coltivazione del Cesanese. La prima testimonianza ci viene dai georgici latini. Per il medioevo sono presenti i contratti agrari conservati nei monasteri della zona. Anche dopo la caduta dell'impero romano, la viticoltura conserva un ruolo di primo piano attestato da numerosi atti notarili custoditi nell'archivio capitolare di Anagni
Sul finire del medioevo, il 30 maggio 1479, vennero emanati gli “Statuti della Terra di Piglio” che regolavano ogni aspetto della Comunità. Diversi Capitoli degli Statuti riguardavano la vite ed il vino.
In epoca moderna (1838) nel Libro Mastro dell'Abbazia di Subiaco si trovano riferimenti alla vendemmia di Cesanese relativamente a Subiaco e Piglio.
Ancora, negli Annali della Facoltà di Agraria della Regia Università di Napoli del 1942 si legge " ... i Cesanesi risultano avere l'assoluto predominio nella viticoltura della zona: il vino risulta, inoltre, molto apprezzato da tutti i consumatori, specialmente da quelli della Capitale i quali, si dice, dei Castelli conoscono ormai i soli vini bianchi e di Cesanese non apprezzano che quello di Piglio.".
In una pubblicazione enologica del Bottini (1942) si legge: "Sarebbe necessario sottrarre al caso il processo fermentativo e cominciare a sorvegliarlo e disciplinarlo; selezionare i tipi di Cesanese che incontrano maggiormente il favore del pubblico, fissarne le caratteristiche e tenerle il più possibile costanti nel tempo."
“Nel corso dei secoli la viticoltura ha mantenuto il ruolo di coltura principe del territorio, fino all'attualità, come testimonia la Sagra del vino "Cesanese del Piglio" giunta alla cinquantesima edizione.”
Precedentemente all'attuale disciplinare questa DOCG era stata:
- Approvata DOC con DPR 29-5-1973 (G.U. 216 - 22.8.1973)
- Approvata DOCG con DM 1-8-2008 (G.U. 192 - 18.8.2008)
- Modificata con DM 27-7-2009 (G.U. 186 - 12.8.2009)
- Modificata con DM 17-9-2009 (G.U. 220 - 22.9.2009)
- Modificata con DM 30-11-2011 (Pubblicato sul sito ufficiale del Mipaaf Sezione Qualità e Sicurezza - Vini DOP e IGP)

Il precedente disciplinare dell'1-08-2008 prevedeva:
- resa in uva = 125 q/ha
- resa in vino = 65,0%
- titolo alcolometrico naturale dell'uva = 11,5%
- titolo alcolometrico totale del vino = 12,0%
- estratto secco = 22,0‰
- vitigni consentiti:
  - Cesanese comune 0,0% - 100,0%
  - Cesanese d'Affile 0,0% - 100,0%
- Zona di produzione: comuni di Piglio, Serrone, Paliano, Anagni, Acuto, Olevano Romano, Affile.
- Caratteristiche organolettiche:
  - colore rosso rubino tendente al granato con l'invecchiamento.
  - odore: delicato, caratteristico del vitigno di base.
  - sapore: morbido, leggermente amarognolo.

Erano inoltre previsti le seguenti tipologie:
- Cesanese del Piglio spumante
- Cesanese del Piglio frizzante

Per le loro caratteristiche si rimanda alle relative voci.

## Premi e riconoscimenti
Diploma di primo grado all'Esposizione provinciale delle uve del 1887
Diplomi con medaglia d'oro al Concorso nazionale vini DOC e DOCG di Asti
Attestati al Salon International des Vins et Spiritueux di Montréal.
Il Cesanese del Piglio figura in maniera eccellente sulle principali guide nazionali.